# Ho Chin-ping
Ho Chin-ping (chinesisch 何盡平; * 23. Oktober 1983 auf Kinmen) ist ein taiwanischer Leichtathlet, der im Langstrecken- und Hindernislauf an den Start geht.

## Sportliche Laufbahn
Erste Erfahrungen bei internationalen Meisterschaften sammelte Ho Chin-ping im Jahr 2009, als er bei der Sommer-Universiade in Belgrad in 30:27,47 min auf den 18. Platz im 10.000-Meter-Lauf gelangte und in 1:07:45 h 14. im Halbmarathon wurde. Anfang November belegte er bei den Hallenasienspielen in Hanoi in 8:26,74 min den siebten Platz im 3000-Meter-Lauf und wurde wenige Tage zuvor in 2:38:35 h Dritter beim Taichung-Marathon. Kurz darauf belegte er bei den Asienmeisterschaften in Guangzhou in 14:37,83 min den zehnten Platz über 5000 Meter und gelangte mit 9:06,06 min auf Rang neun über 3000 m Hindernis. Daraufhin gewann er bei den Ostasienspielen in Hongkong in 30:52,70 min die Bronzemedaille über 10.000 Meter hinter dem Japaner Kensuke Takezawa und Li Zicheng aus der Volksrepublik China. Zudem wurde er im Hindernislauf in 9:11,73 min Vierter. Im Jahr darauf siegte er in 2:23:08 h beim Kinmen-Marathon und nahm dann im November an den Asienspielen in Guangzhou teil. Dort belegte er  in 14:32,67 min den 13. Platz im 5000-Meter-Lauf und gelangte mit 30:41,43 min auf Rang elf über 10.000 Meter. Zudem erreichte er über 3000 m Hindernis mit 9:07,03 min Rang neun. 2014 siegte er in 1:08:12 h beim Kinmen-Halbmarathon sowie mit 1:06:41 h beim Taipeh-Halbmarathon. 2015 startete er im Marathonlauf bei den Weltmeisterschaften in Peking und lief dort nach 2:28:14 h auf dem 33. Platz ein. Im Jahr darauf wurde er bei den Olympischen Sommerspielen in Rio de Janeiro mit 2:26:00 h 99.
2010 wurde Ho taiwanischer Meister im 5000-Meter-Lauf.

## Persönliche Bestzeiten
- 5000 Meter: 14:32,67 min, 21. November 2010 in Guangzhou
  - 3000 Meter (Halle): 8:26,74 min, 1. November 2009 in Hanoi
- 10.000 Meter: 30:27,07 min, 20. Oktober 2013 in Taipeh
- Halbmarathon: 1:06:41 h, 21. Dezember 2014 in Taipeh
- Marathon: 2:17:42 h, 1. März 2015 in Ōtsu
- 3000 m Hindernis: 8:59,01 min, 9. April 2010 in Taipeh